# (885) Ulrike
(885) Ulrike es un asteroide perteneciente al cinturón de asteroides descubierto el 23 de septiembre de 1917 por Serguéi Ivánovich Beliavski desde el observatorio de Simeiz en Crimea.
Está nombrado probablemente en honor de Ulrike von Levetzow (1804-1899).